# Ren Xun

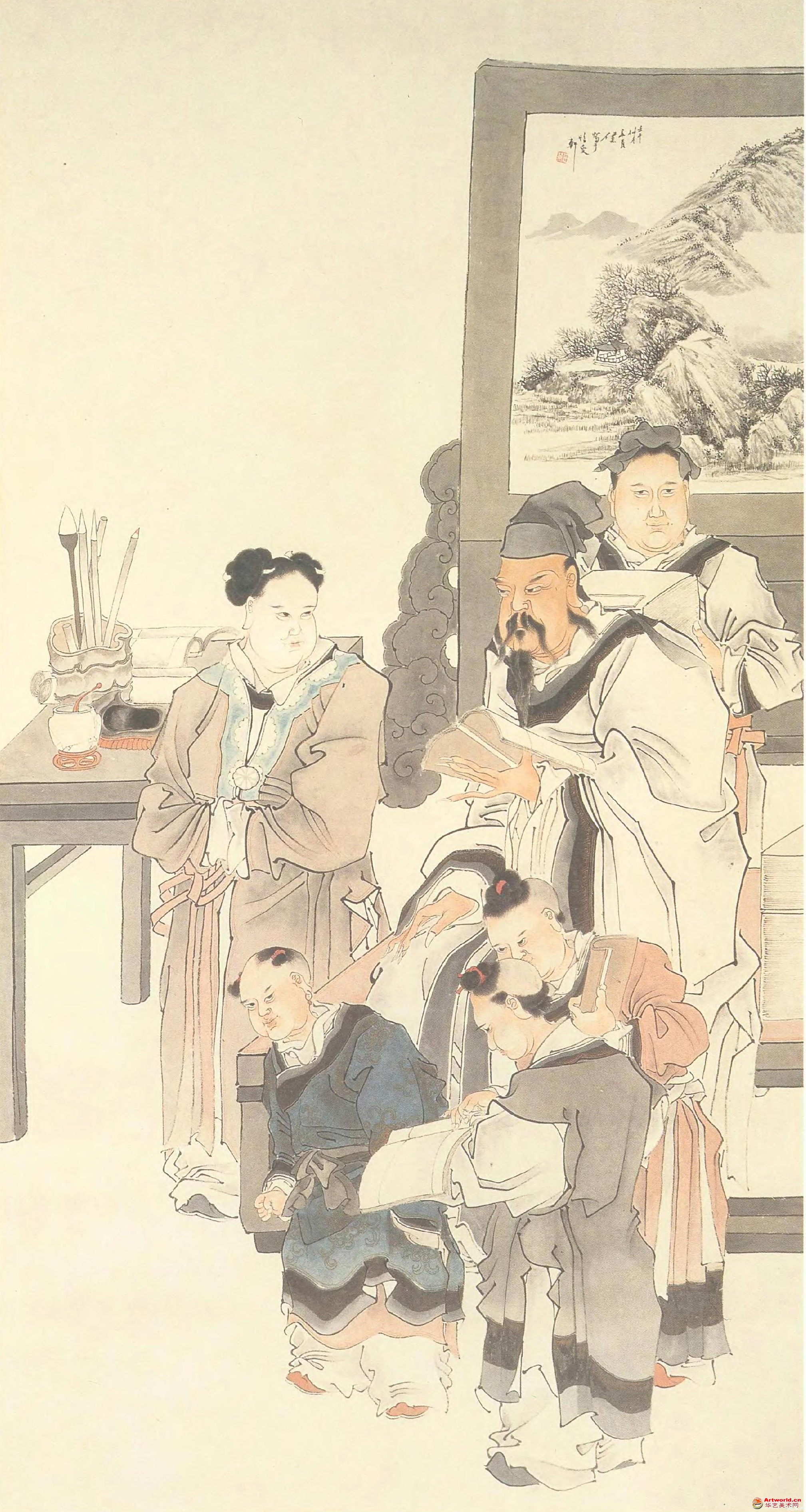
Dou Yanshan ensenyant els seus fills

Ren Xun (en xinès: 任薰; en pinyin: Rèn Xūn), conegut també com a Siun i Fuchang, fou un pintor xinès que va viure sota la dinastia Qing. Va néixer vers el 1835 a Xiaoshan, província de Zhejiang i va morir el 1835. A la seva família hi va haver diversos artistes (era el germà petit de Ren Xiong).
Pintor paisatgista, de flors i ocells realitzades amb elegància notable. El seu germà Xiong va ensenyar-li les tècniques artístiques. Va començar a pintar figures humanes. El seu estil estava inspirat en el de Chen Hongshou. Pertany al grup conegut com Els Quatre Rens (els germans Xiong i Xun, el fill de Xiong, Ren Yu i l'estudiant Ren Yi, vinculats a l'Escola de Xangai). Existeix una anècdota relacionada amb Ren Bonian (Ren Yi) que vivia de les falsificacions d'obres de Ren Xun: un dia va venir algú al lloc on les venia i li va preguntar si coneixia personalment al cèlebre artista i el jove va contestar que era parent seu, llavors Xun es va identificar però reconeixent la vàlua de Bonian el va convertir en alumne seu.